# Obchodní akademie České Budějovice
Obchodní akademie České Budějovice je střední škola s ekonomickým zaměřením v Českých Budějovicích, která vznikla v roce 1918. Jejím současným ředitelem je Ing. Lenka Kubátová a na škole učí téměř 30 vyučujících .

## Historie
Na jaře roku 1901 se českobudějovická Obchodní a průmyslová komora usnesla, že ve svém sídle v budově U Zelené ratolesti v Husově ulici zřídí českou chlapeckou dvoutřídní obchodní školu a připojí k ní kupeckou školu pokračovací, která ve městě existovala od roku 1891. Významným důvodem pro toto rozhodnutí byl fakt, že na nejbližší obchodní školu bylo v té době nutné dojíždět až do Prahy nebo Plzně. V roce 1905 byl zřízen jednoroční obchodní kurs pro dívky a o tři roky později dvouletá dívčí obchodní škola. Na náklady obchodní a průmyslové komory byla kvůli narůstající prostorové náročnosti na Husově třídě vystavěna nová školní budova (dnešní Husova 9).
Vznik vlastní obchodní akademie, jejž povolilo ministerstvo kultury a vyučování ve Vídni, se datuje k 7.  červnu 1918. Následujícího roku byla škola rozšířena o dívčí obchodní akademii a abiturientský kurs, v roce 1921 pak přibyla německá obchodní škola s trojtřídní kupeckou školou pokračovací. Od města škola dostala k dispozici budovu bývalé Německé obchodní školy v Doudlebské ulici (dnešní Dukelská). Prezident Dr. Edvard Beneš roku 1937 svolil, aby obchodní akademie nesla jeho jméno. V době německé okupace dostala většinu učeben v této budově k dispozici nově zřízená německá obchodní akademie. Škola se pak několikrát stěhovala, ale po skončení války se mohla po nezbytných opravách vrátit zpět do Doudlebské ulice. Když byla roku 1960 zřízena pedagogická fakulta, akademie se natrvalo přestěhovala do budovy bývalého českobudějovického lycea v Husově ulici postavené roku 1903.
Škole byl také několikrát změněn název: v září 1949 na Vyšší hospodářskou školu, v roce 1960 na Střední ekonomickou školu a teprve v roce 1990 se jméno mohlo vrátit zpět na Obchodní akademii. V roce 1984 bylo rozhodnuto o zbudování přístavby za původní budovou směrem k Mlýnské stoce, čímž škola získala od listopadu 1986 nové prostory nejen pro výuku ale také kabinety a školní šatny.

## Studium a vybavení školy

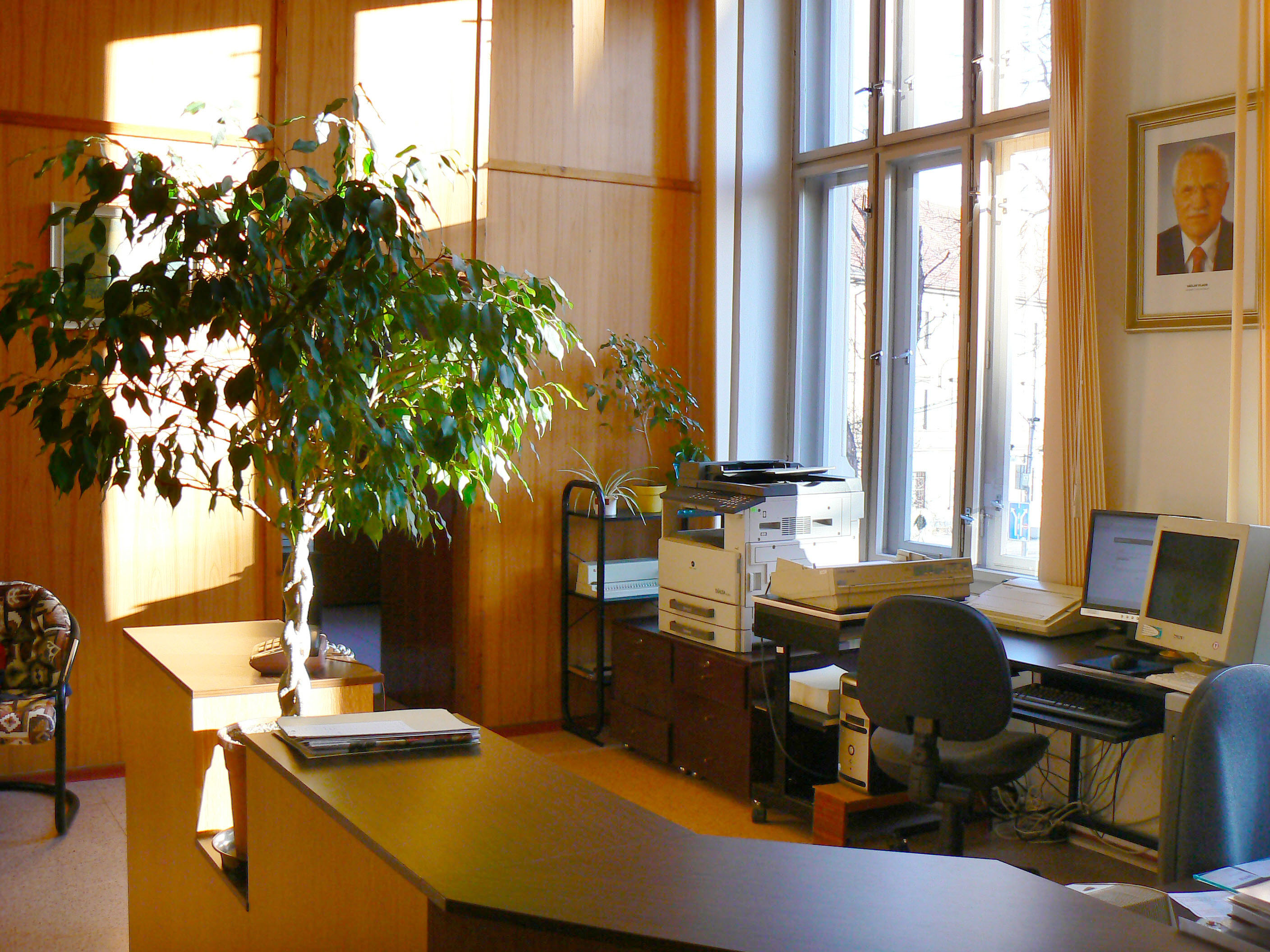

Studenti mohou na škole studovat čtyřleté obory s maturitou: Obchodní akademie (3 třídy v ročníku) a Ekonomické lyceum (1 třída v ročníku od šk. roku 2007/8). Celkem na škole studuje přibližně 450 studentů.
Škola má vlastní tělocvičnu, tři počítačové učebny, dvě učebny pro potřeby výuky písemné a elektronické komunikace a využívá neustále se zvyšující množství dataprojektorů s několika interaktivními tabulemi. Klasické školní tabule na křídy byly nahrazeny whiteboardy. Obchodní akademie nedisponuje vlastní jídelnou, využívá však zařízení nedalekého Domu mládeže v Holečkově ulici.
Studenti a jejich rodiče mají přístup na intranet školy s vyhláškami MŠMT i interními dokumenty, intranet obsahuje také fotogalerii ze školních akcí, přehledy suplování nebo zápisy ze studentských rad. Známky jsou po přihlášení přístupné v systému Bakaláři.

## Další aktivity
- Od roku 1990 se studenti opět účastní každoročního Majálesu.
- Vyučující cizích jazyků pro studenty organizují každoroční zahraniční zájezdy do německy, anglicky a francouzsky mluvících zemí.
- Studenti se mohou zúčastnit týdenních letních a zimních sportovních kurzů doma nebo v zahraničí.
- Každoročně škola pořádá Den otevřených dveří a olympiádu v cizích jazycích, zapojuje se také do akcí v rámci celosvětového Dne jazyků, Dne Země a Dne knihy.
- Poslední prosincový vyučovací den se v KD Slavie konávala školní show TBT (Třída baví třídu) s hudebními a divadelními scénkami připravenými samotnými studenty. Ve školním roce 2019/20 akce proběhla naposledy.
- Studenti s pedagogy poskytují prostřednictvím adopce na dálku prostředky pro vzdělání holčičce z Indie.

## Významní studenti
Za celou dobu existence Obchodní akademií prošly tisíce studentů, mezi nejznámější absolventy patří guvernér ČNB Zdeněk Tůma, akrobatický pilot Petr Jirmus nebo Generální ředitel Allianz pojišťovny a.s. Ing. Miroslav Tacl.